# بقرة حلوب

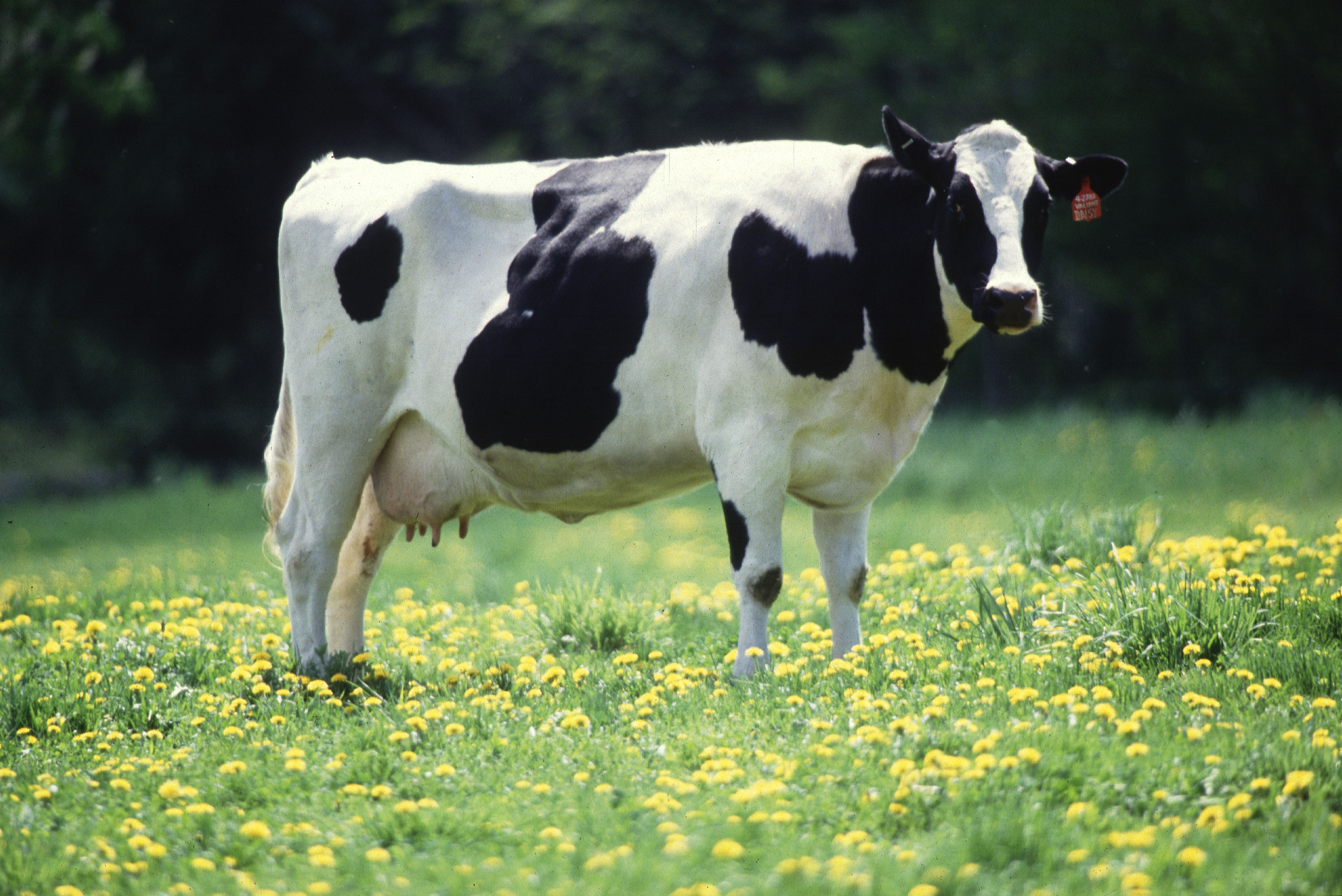
بقرة حلوب

المَاشية اللِّبانية أو البقرة الحلوب هي البقرة التي تدر الحليب ويُدخل في صناعة منتجات الألبان. وتسمَّى: بقر حلوب، خوارة، درور، غزير، ثرة، لبنة، لبون. أما قليلة الحليب: بكيئة، جداء، ضهول.
نقص التغذية أو عدم الموازنة في المواد الغذائية والعناصر لمساعدة يؤدي إلى حدوث تأثير مباشر على الحالة التناسلية في الأبقار الحلوب. وهذا النقص وعدم التوازن له علاقة وتأثيرات تظهر حسب شدة النقص والمقدرة ومثال ذلك أن النقص المتوسط بالطاقة يؤدي إلى تأخر الإخصاب بينما النقص الحاد يؤدي إلى عدم ظهور علامات الشبق.

## الطاقة وعلاقتها بالبلوغ
يؤدي النقص الحاد بالطاقة إلى تأخر بلوغ الأبقار والطلائق وأثبتت الدراسات العلمية أن العلاقة بين الوزن والبلوغ علاقة طردية حيث لا يدخل العمر فيها. وأجريت دراسة على عدد (102) عجلة أعطيت مادة غذائية مهضومة بمقدار62 %، 100 %، 146 % وكانت النتيجة ظهور البلوغ على النحو التالي 20، 11، 9 أشهر.

## التخلف بعد الولادة
العلامات السريرية للأبقار المتخلفة نتيجة انخفاض الطاقة :
- خمول المبايض أو شبق منتظم دون حدوث حمل وتظهر حسب درجة انخفاض الطاقة.
- هناك مشاكل لدى الأبقار الحوامل التي تتأثر بانخفاض التغذية نتيجة لعدم قدرة الجسم الأصفر على إفراز هرمون البروجستيرون مما يؤدي إلى الإجهاض.

## العناصر الغذائية وعلاقتها بالتخلف

### البروتين
يؤدي نقص البروتين إلى تأخر بلوغ العجلات ويطيل فترة بقاء البقرة بدون حمل بعد الولادة ويقلل شهية الحيوان لتناول الغذاء مما يؤدي إلى هبوط شديد في الطاقة وقد وجد أن تأثير نقص الطاقة على الحالة التناسلية أكبر من تأثير نقص البروتين الذي يعتبر مهماً لنمو الجنين ومهماً أيضاً لعمل الجهاز التناسلي بصورة عامة. ومن خلال دراسة أستعمل فيها 45 بقرة ذات أنتاج عالي وجد أن أعلى نسبة إخصاب لديها عندما يكون مقدار البروتين بصورة عامة في العليقة (12,7 %).

### الفيتامينات
احتياجات الأبقار من الفيتامينات يمكن أن تتوفر من خلال عملية الهضم والمواد الأولية والعمليات الأيضية داخل جسم الحيوان. وأهم الفيتامينات التي يحتاجها الحيوان عند حدوث نقص غذائي يمكن أعطائها هي:

### فيتامين أ
نقص هذا الفيتامين يؤدي إلى حدوث تخلف أو حالات إجهاض وإنتاج ولادات ضعيفة غير قادرة على العيش مع ظهور حالات احتباس مشيمة وحالات التهاب الرحم للجنين. ويزداد الاحتياج إلى ( فيتامين أ ) كلما كان أنتاج الحليب أعلى.

### فيتامين د
تحتاجه الأبقار بصورة رئيسية لتنظيم امتصاص الكالسيوم والفسفور. ونقص (فيتامين د) يؤدي إلى تقليل الإخصاب وحدوث حالات الشياع الصامت (الشبق الصامت) وتقدر احتياجات البقرة الحلوب من هذا الفيتامين لليوم الواحد من (600 – 1200) وحدة دولية ويجب ملاحظة أن الزيادة الكبيرة من هذا الفيتامين له تأثير على الأبقار.

## الأملاح المعدنية

### الكالسيوم
يؤثر الكالسيوم بشكل غير مباشر على التخلف في الأبقار حيث أن رحم البقرة يحتاج إلى هذا العنصر بصورة رئيسية عند الحمل ونقص هذا العنصر يؤدي إلى حدوث مرض حمى الحليب وهناك توازن نسبي بين الكالسيوم والفسفور داخل جسم الحيوان بنسبة 1.5 : 1 و2.3 : 1.

### الفسفور
يعتبر هذا الملح من أهم العناصر التي تؤثر بصورة مباشرة على عملية الإخصاب فالعليقة الخالية من البروتين والطاقة لا تحتوي حتماً على الفسفور. وتأثير الملح على الإخصاب يعتمد على درجة ومقدار نقصه. فانقص الشديد يؤدي إلى عدم البلوغ مع تخلف شديد في الأبقار نتيجة عدم حدوث الشبق لخمول المبايض الشديد. بينما النقص المتوسط يؤدي إلى حالة عدم الإخصاب وحدوث الشياع المتكرر.

### اليود
تأثير نقص عنصر اليود على الحالة التناسلية يكون نتيجة تأثير الغدة الدرقية وقد وجد أن نقص هرمون (الثايروكسين) له تأثير مباشر على عمل المبايض. ونقص عنصر اليود لدى الأبقار يؤدي إلى حدوث حالات الإجهاض والولادات الناقصة التي تعاني من تضخم الغدة الدرقية.

### النحاس
هذا العنصر له أهمية كبيرة في كافة وظائف الجسم وقد وجد أن نقص النحاس يؤدي إلى حدوث ضعف المبايض وتأخر الشبق واحتباس المشيمة.

## الهامش
التصريح بالنقل أنظر صفحة النقاش